# Уэст-Йорк (Пенсильвания)
Уэст-Йорк (англ. West York) — боро в округе Йорк, штат Пенсильвания, США. В 2010 году в боро проживало 4617 человек.

## Географическое положение и транспорт

Боро Уэст-Йорк на карте округа Йорк

Боро расположен в центре округа Йорк в 3 км на запад от города Йорк. По данным Бюро переписи населения США Уэст-Йорк имеет площадь 1,6 квадратных километра.

## История
Боро Уэст-Йорк первоначально называлось Эбертон. Оно было инкорпорировано 21 июня 1904 года. Боро включило в себя фермы Генри Эберта, Джейкоба Алдингера, Хермана Хоука. Населённый пункт начал быстро расти, когда были основаны каретная мастерская Мартина, молочная ферма Эшли и Бэйли, мебельная компания Уэст-Йорка, мебельная компания Джейкоби, обувная фабрика Уэст-Йорка и другие компании.  

## Население
По данным переписи 2010 года население Уэст-Йорка составляло 4617 человек (из них 47,9 % мужчин и 52,1 % женщин), в боро было 1926 домашних хозяйств и 1105 семей. Расовый состав: белые — 82,1 %, афроамериканцы — 8,5 %, коренные американцы — 0,5 %, азиаты — 0,8 % и представители двух и более рас — 4,8 %. На 2014 год население боро Уэст-Йорк было распределено по происхождению следующим образом: 8,4 % — американское, 33,6 % — немецкое, 9,2 % — ирландское, 3,4 % — итальянское происхождение.
Население города по возрастному диапазону по данным переписи 2010 года распределилось следующим образом: 27,0 % — жители младше 18 лет, 3,6 % — между 18 и 21 годами, 60,2 % — от 21 до 65 лет и 9,2 % — в возрасте 65 лет и старше. Средний возраст населения — 33,3 года. На каждые 100 женщин в Йорке приходилось 91,8 мужчин, при этом на 100 совершеннолетних женщин приходилось уже 88,2 мужчин сопоставимого возраста.
Из 1926 домашних хозяйств 57,4 % представляли собой семьи: 32,7 % совместно проживающих супружеских пар (15,5 % с детьми младше 18 лет); 18,5 % — женщины, проживающие без мужей и 6,1 % — мужчины, проживающие без жён. 42,6 % не имели семьи. В среднем домашнее хозяйство ведут 2,40 человека, а средний размер семьи — 3,06 человека.
| 1907 | 1910 | 1920 | 1930 | 1940 | 1950 | 1960 | 1970 | 1980 | 1990 | 2000 | 2010 |
| ---- | ---- | ---- | ---- | ---- | ---- | ---- | ---- | ---- | ---- | ---- | ---- |
| 1800 | 2435 | 3320 | 5381 | 5590 | 5756 | 5526 | 5314 | 4526 | 4283 | 4321 | 4617 |

## Экономика
В 2014 году из 3507 человек старше 16 лет имели работу 2361. При этом мужчины имели медианный доход в 44 403 долларов США в год против 31 690 долларов среднегодового дохода у женщин. В 2014 году медианный доход на семью оценивался в 55 698 $, на домашнее хозяйство — в 45 914 $. Доход на душу населения — 22 898 $ в год. 12,5 % от всего числа семей в Уэст-Йорке и 17,4 % от всей численности населения находилось на момент переписи за чертой бедности.